# Agustín Torassa
Agustín Torassa bzw. Agustín Gonzalo Torassa (* 20. Oktober 1988 in Resistencia, Argentinien) ist ein argentinischer Fußballspieler auf der Position eines Stürmers. Neben der argentinischen, besitzt Torassa auch die italienische Staatsbürgerschaft.

## Karriere
Agustin Torassa begann das Fußballspielen bei den All Boys, wo auch Carlos Tévez seine Karriere startete. Zur Saison 2006 rutschte er in den Profikader des argentinischen Zweitligisten. Mit der Zeit wurden europäische Scouts auf den Angreifer aufmerksam. Von Juli 2007 bis Januar 2008 war er beim FC Red Bull Salzburg in der österreichischen Bundesliga, konnte sich aber nicht durchsetzen und wechselte zurück nach Argentinien zu Chacarita Juniors in die 2. Liga. Seit 2008 spielt er bei seinem Stammverein Club Atlético All Boys in der Primera B Nacional. Nach Ablauf der Saison 2009/10 stieg Torassa mit seinem Klub in die Primera División auf.